# Clorato de bario
El clorato de bario es un sólido cristalino blanco. Se trata de un irritante, y si se consume puede causar náuseas, vómitos, y diarrea. Se utiliza en pirotecnia para producir un color verde.

## Síntesis
El clorato de bario puede ser producido a través de una doble reacción de sustitución de cloruro de bario y clorato de sodio.
- BaCl2 + 2 NaClO3 → Ba(ClO3)2 + 2 NaCl

También puede ser producido a través de un proceso no electrolítico.
1. BaCl2 + Na2CO3 → BaCO3 + 2 NaCl or BaCl2 + 2 NaHCO3 → BaCO3 + 2 NaCl + H2O + CO2 — En este paso se produce carbonato de bario, que se utilizará más adelante.
2. C4H6O6 + NH4OH →  NH4C4H5O6 + H2O — en este paso se produce bitartrato de amonio.
3. NH4C4H5O6 + KClO3 → KC4H5O6 + NH4ClO3 — en este paso, el bitartrato de amonio se añade clorato de potasio, que produce bitartrato de potasio, pero es más importante, el clorato de amonio.
4. 2 NH4ClO3 + BaCO3 + Q → Ba(ClO3)2 + 2 NH3 + H2O + CO2 — en este paso, el clorato de amonio se añade a la de carbonato de bario and cocidos, para producir el clorato de bario.